# 길복순
"길복순"(영어: Kill BokSoon)은 2023년 공개된 대한민국의 액션 느와르 영화이다. 변성현이 감독과 각본을 맡았다. 제73회 베를린 국제 영화제(2023년)에서 전 세계 최초로 공개되었다.

## 출연진
(†) 표시는 영화 상에서 최종적으로 사망한 인물이다.

### 주연
- 전도연 : 길복순 역 (아역: 박세현) - 본작의 메인 여주인공.
- 설경구 : 차민규 역 - 본작의 메인 남주인공이자 메인 빌런이며 진 최종 보스.
- 이솜 : 차민희 역 - 본작의 서브 여주인공.

### 조연
- 구교환 : 한희성 역(†) - 본작의 중간 보스.
- 김시아 : 길재영 역
- 이연 : 영지 역
- 최병모 : 현철 역(†)
- 김기천 : 수근 역(†)
- 박광재 : 광만 역(†)
- 장인섭 : 윤석 역(†)

### 그 외
- 김성오 : 신 상사 역(†) - 차민규에 의해 살해당했다.
- 기주봉 : 기 대표 역
- 김준배 : 배 대표 역
- 이영석 : 석 대표 역
- 김민상 : 용 대표 역
- 임재인 : 이소라 역
- 최형주 : 유철우 역
- 이승연 : 소라 모 역
- 김재화 : 철우 모 역
- 윤경호 : 교장 선생님 역
- 유명조 : 오정식 아들 역
- 이해영 : 오정식 역 (우정출연)
- 이재욱 : 젊은 민규 역 (우정출연)
- 장현성 : 복순 부 역 (우정출연)
- 이루안 : 선생님 역 (우정출연)
- 황정민 : 오다 신이치로 역 (특별출연)

## 참고사항
- 설경구와 이솜은 2023년에 개봉한 영화 《유령》에 이어서 두번째로 호흡을 맞추게 되었다.

- 설경구와 전도연은... 2001년도에 개봉한 영화 《나도 아내가 있었으면 좋겠다》, 2019년도에 개봉한 영화 《생일》에 이어서 세번째로 의기투합하는 작품이다.
- 박광재와 김성오는 2018년에 개봉한 영화 《성난황소》에 이어서 두번째로 호흡을 맞추게 되었다.